# Mats Hummels
Mats Julian Hummels (Bergisch Gladbach, 16 dicembre 1988) è un ex calciatore tedesco, di ruolo difensore. Con la nazionale tedesca è diventato campione del mondo nel 2014.

## Biografia
Nasce nel 1988 a Bergisch Gladbach, nel Nord Reno-Westfalia, figlio della pallanuotista Ulla Holthoff e del calciatore Hermann Hummels.
Il 15 giugno 2015, Mats Hummels sposa la sua fidanzata di lunga data, l'influencer e imprenditrice tedesca Cathy Fischer. La coppia dà alla luce un figlio nato l'11 gennaio 2018. Si separano dal 2021 e divorziano alla fine del 2022. Dalla fine del 2023, Hummels ha una relazione con la modella tedesca Nicola Cavanis.

## Caratteristiche tecniche
Considerato tra i migliori difensori della sua generazione nonché tra i migliori difensori tedeschi di sempre, nelle giovanili tedesche è stato spesso schierato come mediano, prima del suo spostamento in difesa. Giocatore di notevole imponenza e di pregevole tecnica, è abile nell'impostazione così come nel gioco aereo. In Germania è stato più volte paragonato a Franz Beckenbauer, anche se lui stesso ha dichiarato di ispirarsi a Gerard Piqué.

## Carriera

### Club

#### Gli esordi nel Bayern Monaco
Hummels entra nel settore giovanile del Bayern Monaco, in cui lavorava suo padre Hermann Hummels. Il 19 dicembre 2006 firma il suo primo contratto professionistico, con scadenza nel 2010, e, il 19 maggio 2007 debutta ufficialmente in Bundesliga nell'ultima partita della stagione, giocata contro il Magonza e vinta 5-2.

#### Borussia Dortmund

##### 2008-2013

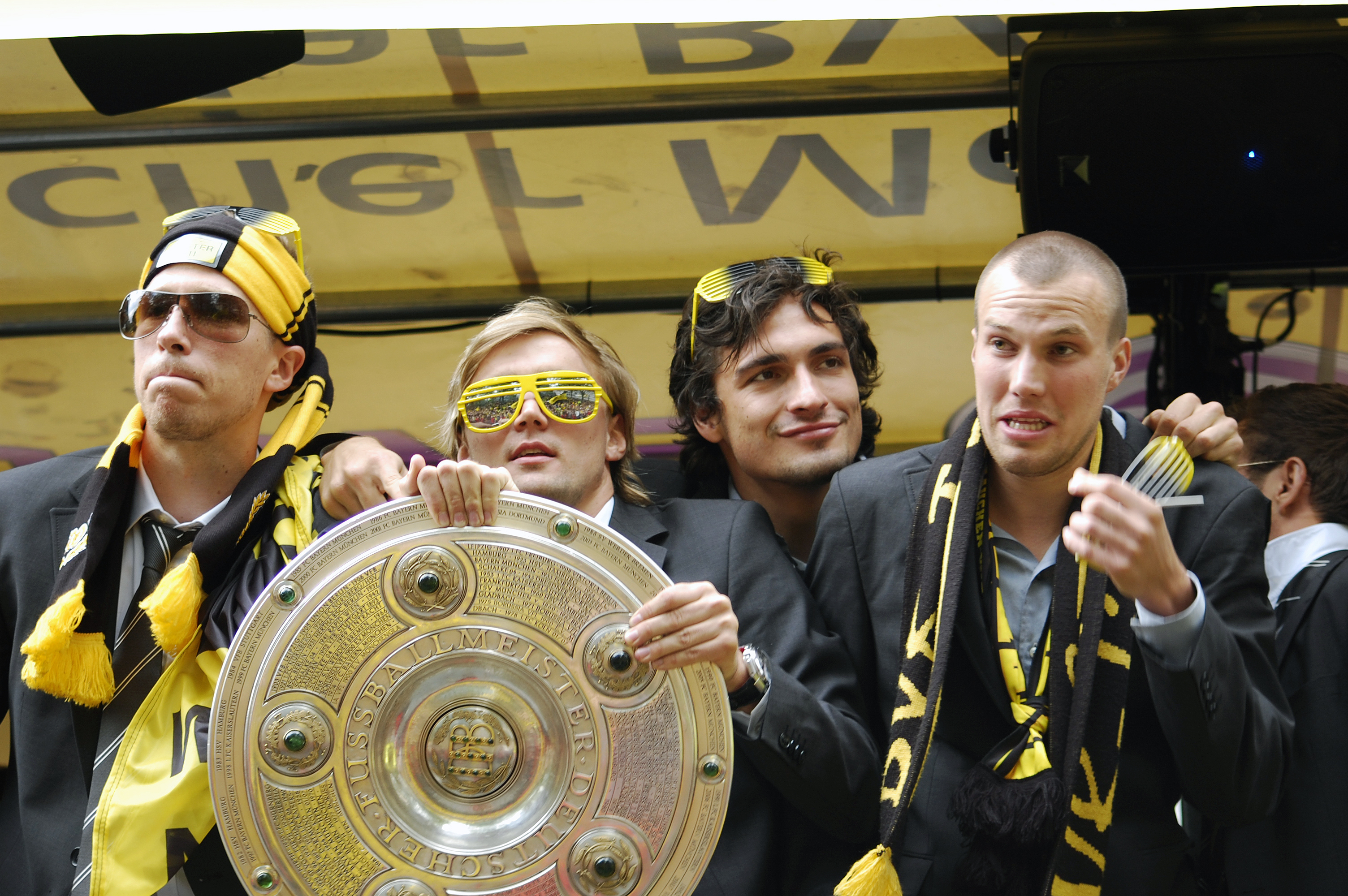
Hummels (terzo da sinistra) celebra la vittoria del Borussia Dortmund nel campionato 2010-2011.

Il 3 gennaio 2008, a 19 anni, viene ceduto, in prestito con diritto di riscatto, al Borussia Dortmund. Scende in campo per la prima volta con la nuova maglia il 29 gennaio nella partita degli ottavi di finale di Coppa di Germania contro il Werder Brema, mentre in campionato viene schierato per 10 volte titolare, e per tre volte subentra dalla panchina.
Nella stagione successiva viene confermato titolare della difesa giallonera, in coppia con Neven Subotic. Il 18 settembre 2008 fa il suo debutto in Coppa UEFA nella sconfitta interna per 0-2 contro l'Udinese, mentre Il 9 febbraio 2009 il Borussia Dortmund lo riscatta a titolo definitivo dal Bayern, pagando 4 milioni di euro.
La stagione successiva gioca 30 partite, con due reti, contribuendo al quinto posto finale nella Bundesliga.
Nel campionato seguente, Hummels si conferma come uno dei migliori difensori del campionato tedesco, realizzando ben 5 gol in 32 partite di campionato, uno dei quali contro il Bayern Monaco nell'importante match vinto 3-1 all'Allianz Arena il 26 febbraio 2011. Debutta anche in Europa League, il 16 settembre 2010, nella vittoria in trasferta per 3-4 contro il Karpaty, e a fine anno è uno dei protagonisti della vittoria della Bundesliga 2010-2011.
L'anno successivo, con prestazioni eccellenti, si riconferma come uno dei giocatori migliori della squadra, che bissa il successo in Bundesliga e conquista anche la Coppa di Germania, nella cui finale, giocata contro il Bayern Monaco e vinta 5-2, va anche a segno su calcio di rigore.
Nella stagione 2012-2013 si riconferma uno dei due titolarissimi difensori centrali della squadra tedesca. Il primo gol stagionale lo firma in Bundesliga nella partita vinta in casa per 3-0 contro il Bayer Leverkusen. Successivamente mette a segno altri due gol: uno ai sedicesimi di finale di Coppa di Germania contro il VfR Aalen e il secondo durante la gara di andata in Ucraina degli ottavi di Champions League contro lo Shakthar Donetsk segnando il gol del definitivo 2-2 al minuto 87'. Il 25 maggio 2013 gioca la finale di Champions League persa contro il Bayern Monaco per 1-2.

##### 2013-2016

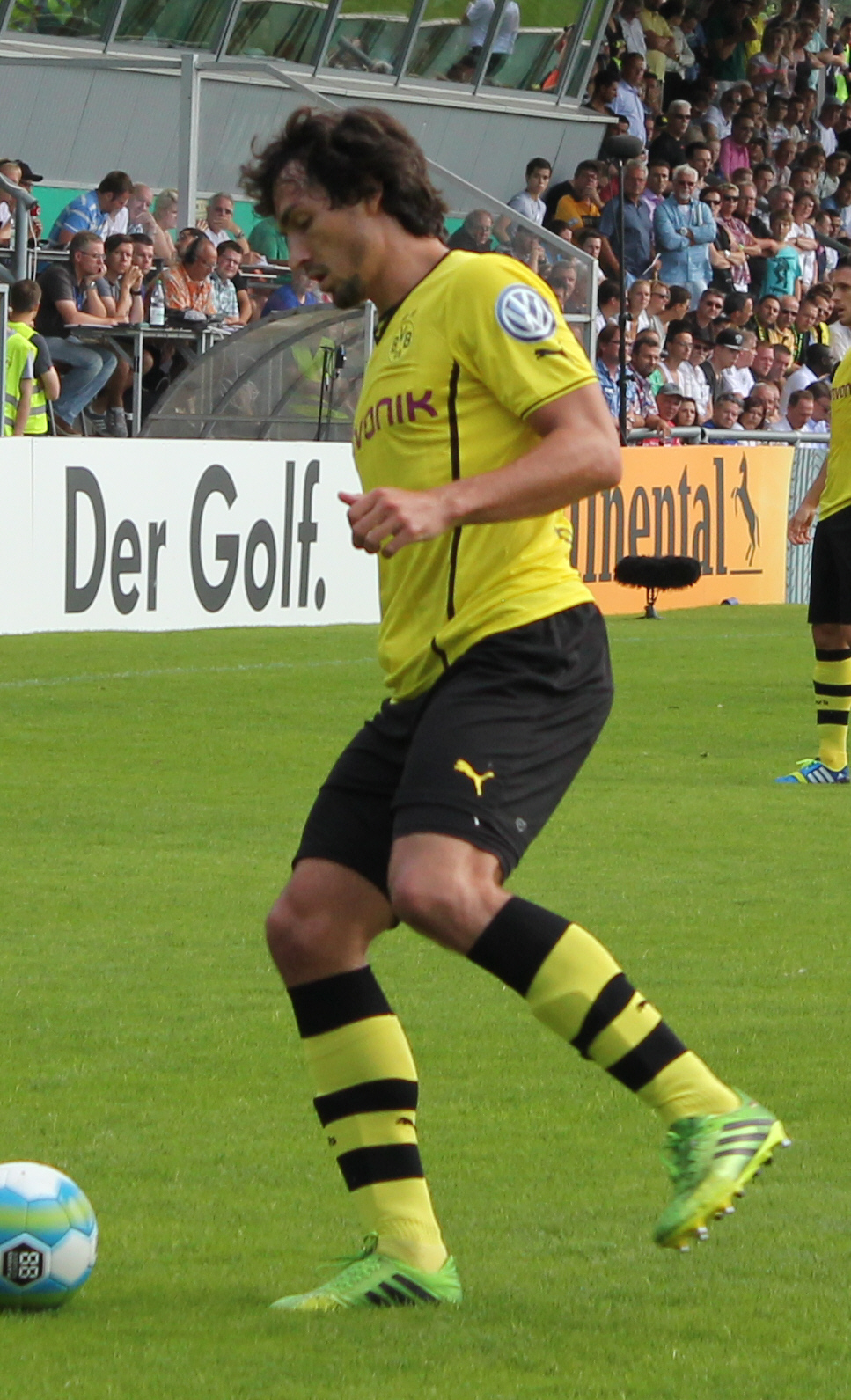
Hummels al Borussia Dortmund nel 2013.

Inizia l'annata 2013-2014 vincendo la Supercoppa di Germania ai danni del Bayern Monaco per 4-2. Nel derby contro il Borussia Mönchengladbach del 5 ottobre, perso per 2-0, commette il fallo da rigore dal quale scaturirà l'1-0 avversario, e nell'occasione riceve il primo cartellino rosso della sua carriera agonistica. In occasione della partita Inghilterra-Germania del 19 novembre 2013 (0-1) si procura un infortunio, rompendosi i legamenti, che lo tiene lontano dai campi fino alla metà di gennaio del 2014. Torna a giocare dopo l'infortunio il 31 gennaio del nuovo anno, nella trasferta vinta dai suoi per 2-1 sul campo dell'Eintracht Braunschweig. Da segnalare l'importanza del suo recupero per i risultati della squadra: senza di lui e Subotic, fermo fino a fine stagione per la rottura del legamento crociato, la sua squadra aveva ottenuto 1 vittoria, 2 pareggi e 3 sconfitte subendo 11 gol in 6 partite di campionato. Il 1º marzo 2014 segna il primo gol stagionale nella gara interna vinta 3-0 contro il Norimberga, con un colpo ravvicinato dopo il tocco del compagno Lewandowski.
La nuova stagione si apre con la nomina, da parte dell'allenatore Jürgen Klopp, di nuovo capitano della squadra giallo-nera precedendo i compagni Weidenfeller, che viene nominato vice-capitano, e l'ex capitano Sebastian Kehl. L'annata del Borussia Dortmund si rivela deludente con i gialloneri che chiudono al settimo posto in classifica.
Con l'arrivo di Thomas Tuchel in panchina al posto di Klopp, il Borussia Dortmund è autore di una buona stagione che vede Hummels e compagni classificarsi secondi dietro al Bayern Monaco, guadagnando l'accesso alla Champions League.

#### Ritorno al Bayern Monaco
Il 10 maggio 2016 viene reso noto il suo trasferimento al Bayern Monaco.
In Baviera Hummels trascorre tre stagioni collezionando 116 presenze e 8 reti in tutte le competizioni, e vincendo tre campionati (dal 2016-2017 al 2018-2019), una Coppa nazionale (2018-2019) e tre Supercoppe di Germania (dal 2016 al 2018).

#### Ritorno al Borussia Dortmund
Il 19 giugno 2019 viene annunciato il suo ritorno, a tre anni di distanza, al Borussia Dortmund.
Il 10 aprile 2024, in occasione della gara di Champions League persa 2-1 contro l'Atletico Madrid, colleziona la presenza 500 con i gialloneri.
Il 7 maggio 2024, nella gara valevole per la semifinale di ritorno di Champions League, segna il gol della vittoria ai danni del Paris Saint-Germain, consentendo ai gialloneri di accedere alla finale della competizione per la prima volta dopo 11 anni. In finale, tuttavia, il Borussia viene sconfitto per 2-0 dal Real Madrid.
Il 14 giugno dello stesso anno, viene annunciato che il difensore avrebbe lasciato il club al termine della stagione, non avendo rinnovato il proprio contratto.

#### Roma e ritiro
Rimasto svincolato, il 4 settembre 2024 Hummels viene ingaggiato a parametro zero dalla Roma, in Serie A. Esordisce con la maglia giallorossa il 27 ottobre seguente, nell'incontro di campionato con la Fiorentina, rilevando Paulo Dybala al 68° minuto; tuttavia, tre minuti dopo il suo ingresso, è protagonista dell'autorete che chiude la partita sul 5-1 a favore dei padroni di casa. I suoi primi mesi in Italia sono caratterizzati da alcuni infortuni e un rapporto complicato con il tecnico Ivan Juric, salvo poi diventare un punto di riferimento con l'arrivo sulla panchina giallorossa di Claudio Ranieri. Il 28 novembre 2024, realizza la sua prima rete con la Roma, siglando il gol del definitivo 2-2 contro il Tottenham, match valido per la fase di campionato di Europa League.
Il 4 aprile 2025, Hummels annuncia il proprio ritiro dal calcio giocato, al termine della stagione 2024-2025, dopo 18 anni di carriera.
Il 10 agosto seguente ritorna formalmente a giocare a calcio per disputare l'ultima gara con la maglia del Dortmund al Signal Iduna Park, prendendo parte ai primi 15 minuti dell'amichevole estiva contro la Juventus.

### Nazionale

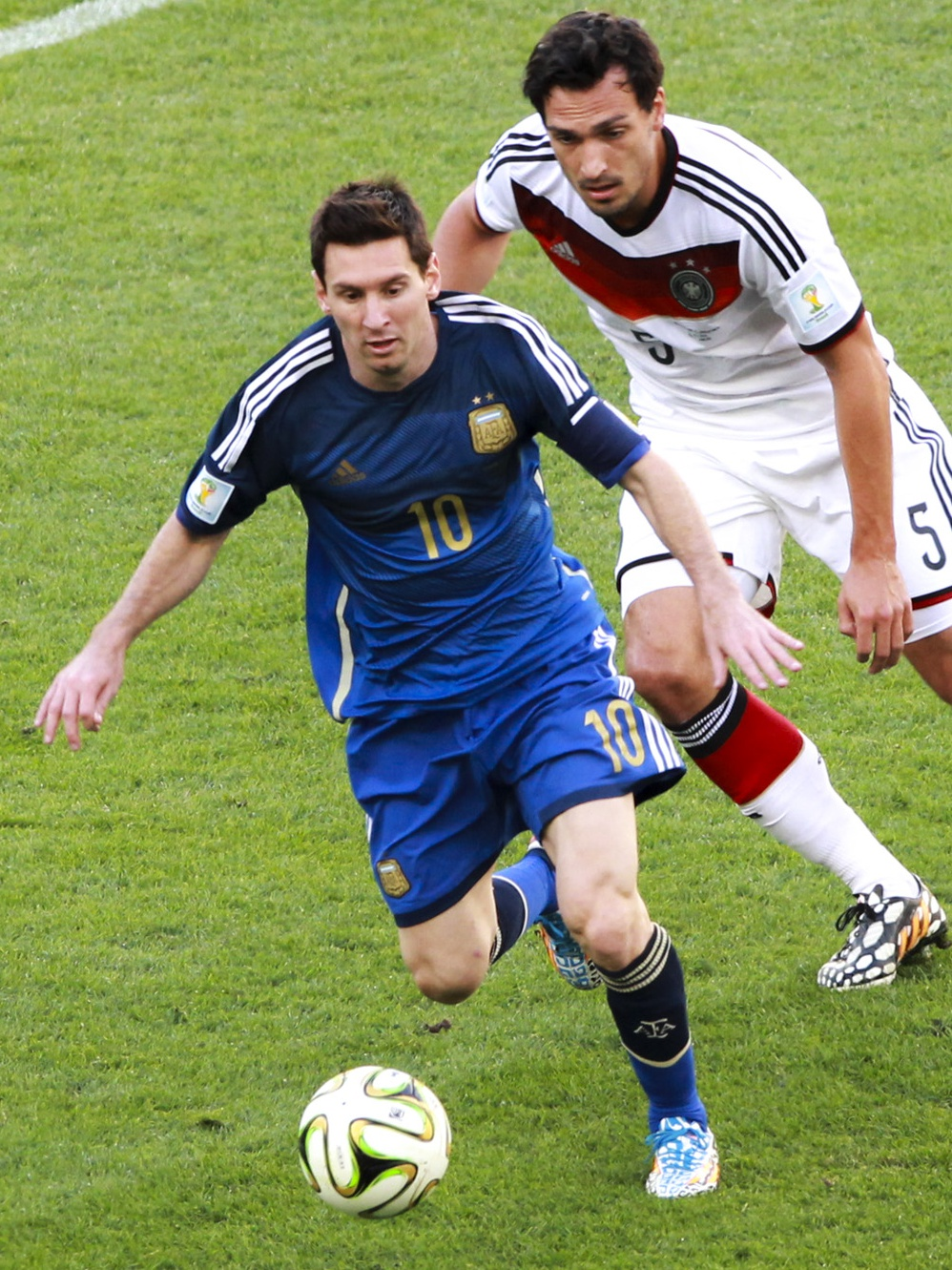
Hummels in marcatura su Messi durante la vittoriosa finale del Mondiale 2014.

Hummels ha fatto parte della selezione tedesca Under-21 che ha partecipato al campionato d'Europa Under-21 del 2009 in Svezia. Inizialmente poco impiegato, è sceso in campo nella finale vinta per 4-0 con l'Inghilterra.
Debutta con la nazionale tedesca il 13 maggio 2010 in un'amichevole giocata ad Aquisgrana e vinta 3-0 con Malta. Il 26 maggio 2012, in un'amichevole persa per 5-3 con la Svizzera, realizza la sua prima rete in nazionale. È convocato dall'allenatore Joachim Löw per l'Europeo 2012, dove si afferma come uno dei migliori difensori della competizione, chiusa dalla squadra tedesca in semifinale.
Convocato per il Mondiale 2014 in Brasile, Hummels debutta andando in gol nella partita vinta 4-0 contro il Portogallo. Ai quarti di finale della competizione mette a segno il gol decisivo nella vittoria sulla Francia per 1-0. Dopo aver partecipato al Mineirazo, battendo con i compagni il Brasile padrone di casa in semifinale, con lo storico punteggio di 7-1, il 13 luglio 2014 Hummels si laurea campione del mondo dopo la vittoria in finale sull'Argentina per 1-0, ottenuta grazie al gol decisivo di Götze durante i tempi supplementari. Al termine del torneo viene inserito nell'All-Star Team FIFA della competizione.
È convocato per l'Europeo 2016 in Francia, competizione in cui la compagine tedesca è eliminata in semifinale dai padroni di casa della Francia.
Partecipa anche al Mondiale 2018 in Russia, ma l'avventura si rivela deludente, con i tedeschi eliminati già dopo la fase a gironi. Prende parte poi alla UEFA Nations League 2018-2019.
Il 5 marzo 2019 il ct tedesco Joachim Löw annuncia che Jérôme Boateng, Mats Hummels e Thomas Müller non avrebbero fatto parte dei piani futuri della nazionale. Il 20 marzo 2019, insieme ai due compagni di nazionale e di club, è salutato dai tifosi tedeschi prima dell'amichevole contro la Serbia.
In seguito, il CT torna sui suoi passi e lo convoca per la fase finale di Euro 2020. Il 2 giugno 2021 torna a giocare con la mannschaft nell'amichevole pareggiata 1-1 contro la Danimarca. Nella prima partita dell'europeo è protagonista in negativo segnando l'autogol del decisivo 1-0 a favore della Francia; questo è stato anche il primo autogol nella storia della selezione teutonica all'europeo.
Dopo l'Europeo, con l'arrivo del nuovo CT Hansi Flick, non è stato più convocato, saltando il Mondiale 2022 in Qatar.
Con l'esonero di Flick, e il conseguente arrivo di Julian Nagelsmann, nell'ottobre 2023 torna a essere convocato in nazionale, ma nonostante una buona stagione con il Borussia non è stato incluso nella lista dei convocati per l'Europeo 2024.

## Statistiche

### Presenze e reti nei club
| Stagione                 | Squadra                  | Campionato               | Campionato | Campionato | Coppe nazionali | Coppe nazionali | Coppe nazionali | Coppe continentali | Coppe continentali | Coppe continentali | Altre coppe | Altre coppe | Altre coppe | Totale | Totale |
| Stagione                 | Squadra                  | Comp                     | Pres       | Reti       | Comp            | Pres            | Reti            | Comp               | Pres               | Reti               | Comp        | Pres        | Reti        | Pres   | Reti   |
| ------------------------ | ------------------------ | ------------------------ | ---------- | ---------- | --------------- | --------------- | --------------- | ------------------ | ------------------ | ------------------ | ----------- | ----------- | ----------- | ------ | ------ |
| 2005-2006                | Bayern Monaco II         | RSüd                     | 1          | 0          | -               | -               | -               | -                  | -                  | -                  | -           | -           | -           | 1      | 0      |
| 2006-2007                | Bayern Monaco II         | RSüd                     | 31         | 2          | -               | -               | -               | -                  | -                  | -                  | -           | -           | -           | 31     | 2      |
| 2007-gen. 2008           | Bayern Monaco II         | RSüd                     | 10         | 3          | -               | -               | -               | -                  | -                  | -                  | -           | -           | -           | 10     | 3      |
| Totale Bayern Monaco II  | Totale Bayern Monaco II  | Totale Bayern Monaco II  | 42         | 5          |                 | -               | -               |                    | -                  | -                  |             | -           | -           | 42     | 5      |
| 2006-2007                | Bayern Monaco            | BL                       | 1          | 0          | CG+DFL          | 0+1             | 0               | -                  | -                  | -                  | -           | -           | -           | 2      | 0      |
| 2007-gen. 2008           | Bayern Monaco            | BL                       | 0          | 0          | CG+DFL          | 0               | 0               | CU                 | 0                  | 0                  | -           | -           | -           | 0      | 0      |
| gen.-giu. 2008           | Borussia Dortmund        | BL                       | 13         | 0          | CG              | 3               | 0               | -                  | -                  | -                  | -           | -           | -           | 16     | 0      |
| 2008-2009                | Borussia Dortmund        | BL                       | 12         | 1          | CG              | 1               | 0               | CU                 | 1                  | 0                  | -           | -           | -           | 14     | 1      |
| 2009-2010                | Borussia Dortmund        | BL                       | 30         | 5          | CG              | 3               | 0               | -                  | -                  | -                  | -           | -           | -           | 33     | 5      |
| 2010-2011                | Borussia Dortmund        | BL                       | 32         | 5          | CG              | 2               | 0               | UEL                | 8                  | 1                  | -           | -           | -           | 42     | 6      |
| 2011-2012                | Borussia Dortmund        | BL                       | 33         | 1          | CG              | 6               | 1               | UCL                | 6                  | 1                  | SG          | 1           | 0           | 46     | 3      |
| 2012-2013                | Borussia Dortmund        | BL                       | 28         | 1          | CG              | 2               | 1               | UCL                | 11                 | 1                  | SG          | 1           | 0           | 42     | 3      |
| 2013-2014                | Borussia Dortmund        | BL                       | 23         | 2          | CG              | 4               | 0               | UCL                | 6                  | 0                  | SG          | 1           | 0           | 34     | 2      |
| 2014-2015                | Borussia Dortmund        | BL                       | 24         | 2          | CG              | 4               | 0               | UCL                | 4                  | 0                  | SG          | 0           | 0           | 32     | 2      |
| 2015-2016                | Borussia Dortmund        | BL                       | 30         | 2          | CG              | 6               | 0               | UEL                | 14                 | 1                  | -           | -           | -           | 50     | 3      |
| 2016-2017                | Bayern Monaco            | BL                       | 27         | 1          | CG              | 5               | 2               | UCL                | 9                  | 0                  | SG          | 1           | 0           | 42     | 3      |
| 2017-2018                | Bayern Monaco            | BL                       | 26         | 1          | CG              | 5               | 1               | UCL                | 9                  | 1                  | SG          | 1           | 0           | 41     | 3      |
| 2018-2019                | Bayern Monaco            | BL                       | 21         | 1          | CG              | 5               | 0               | UCL                | 6                  | 1                  | SG          | 1           | 0           | 33     | 2      |
| Totale Bayern Monaco     | Totale Bayern Monaco     | Totale Bayern Monaco     | 75         | 3          |                 | 16              | 3               |                    | 24                 | 2                  |             | 3           | 0           | 118    | 8      |
| 2019-2020                | Borussia Dortmund        | BL                       | 31         | 1          | CG              | 2               | 0               | UCL                | 8                  | 0                  | SG          | 0           | 0           | 41     | 1      |
| 2020-2021                | Borussia Dortmund        | BL                       | 33         | 5          | CG              | 5               | 1               | UCL                | 9                  | 0                  | SG          | 1           | 0           | 48     | 6      |
| 2021-2022                | Borussia Dortmund        | BL                       | 23         | 1          | CG              | 2               | 0               | UCL+UEL            | 5+2                | 0+0                | SG          | 0           | 0           | 32     | 1      |
| 2022-2023                | Borussia Dortmund        | BL                       | 30         | 1          | CG              | 4               | 0               | UCL                | 4                  | 0                  | -           | -           | -           | 38     | 1      |
| 2023-2024                | Borussia Dortmund        | BL                       | 25         | 3          | CG              | 2               | 0               | UCL                | 13                 | 1                  | -           | -           | -           | 40     | 4      |
| Totale Borussia Dortmund | Totale Borussia Dortmund | Totale Borussia Dortmund | 367        | 30         |                 | 46              | 3               |                    | 91                 | 5                  |             | 4           | 0           | 508    | 38     |
| 2024-2025                | Roma                     | A                        | 14         | 0          | CI              | 1               | 0               | UEL                | 5                  | 1                  | -           | -           | -           | 20     | 1      |
| Totale carriera          | Totale carriera          | Totale carriera          | 498        | 38         |                 | 63              | 6               |                    | 120                | 8                  |             | 7           | 0           | 688    | 52     |

### Cronologia presenze e reti in nazionale
| Cronologia completa delle presenze e delle reti in nazionale ― Germania | Cronologia completa delle presenze e delle reti in nazionale ― Germania | Cronologia completa delle presenze e delle reti in nazionale ― Germania | Cronologia completa delle presenze e delle reti in nazionale ― Germania | Cronologia completa delle presenze e delle reti in nazionale ― Germania | Cronologia completa delle presenze e delle reti in nazionale ― Germania | Cronologia completa delle presenze e delle reti in nazionale ― Germania | Cronologia completa delle presenze e delle reti in nazionale ― Germania |
| Data                                                                    | Città                                                                   | In casa                                                                 | Risultato                                                               | Ospiti                                                                  | Competizione                                                            | Reti                                                                    | Note                                                                    |
| ----------------------------------------------------------------------- | ----------------------------------------------------------------------- | ----------------------------------------------------------------------- | ----------------------------------------------------------------------- | ----------------------------------------------------------------------- | ----------------------------------------------------------------------- | ----------------------------------------------------------------------- | ----------------------------------------------------------------------- |
| 13-5-2010                                                               | Aquisgrana                                                              | Germania                                                                | 3 – 0                                                                   | Malta                                                                   | Amichevole                                                              | -                                                                       | 46’                                                                     |
| 17-11-2010                                                              | Göteborg                                                                | Svezia                                                                  | 0 – 0                                                                   | Germania                                                                | Amichevole                                                              | -                                                                       |                                                                         |
| 9-2-2011                                                                | Dortmund                                                                | Germania                                                                | 1 – 1                                                                   | Italia                                                                  | Amichevole                                                              | -                                                                       | 64’                                                                     |
| 29-3-2011                                                               | Mönchengladbach                                                         | Germania                                                                | 1 – 2                                                                   | Australia                                                               | Amichevole                                                              | -                                                                       |                                                                         |
| 29-5-2011                                                               | Sinsheim                                                                | Germania                                                                | 2 – 1                                                                   | Uruguay                                                                 | Amichevole                                                              | -                                                                       |                                                                         |
| 3-6-2011                                                                | Vienna                                                                  | Austria                                                                 | 1 – 2                                                                   | Germania                                                                | Qual. Euro 2012                                                         | -                                                                       |                                                                         |
| 7-6-2011                                                                | Baku                                                                    | Azerbaigian                                                             | 1 – 3                                                                   | Germania                                                                | Qual. Euro 2012                                                         | -                                                                       |                                                                         |
| 10-8-2011                                                               | Stoccarda                                                               | Germania                                                                | 3 – 2                                                                   | Brasile                                                                 | Amichevole                                                              | -                                                                       | 88’                                                                     |
| 2-9-2011                                                                | Gelsenkirchen                                                           | Germania                                                                | 6 – 2                                                                   | Austria                                                                 | Qual. Euro 2012                                                         | -                                                                       |                                                                         |
| 11-10-2011                                                              | Düsseldorf                                                              | Germania                                                                | 3 – 1                                                                   | Belgio                                                                  | Qual. Euro 2012                                                         | -                                                                       |                                                                         |
| 11-11-2011                                                              | Kiev                                                                    | Ucraina                                                                 | 3 – 3                                                                   | Germania                                                                | Amichevole                                                              | -                                                                       |                                                                         |
| 15-11-2011                                                              | Amburgo                                                                 | Germania                                                                | 3 – 0                                                                   | Paesi Bassi                                                             | Amichevole                                                              | -                                                                       | 46’                                                                     |
| 29-2-2012                                                               | Brema                                                                   | Germania                                                                | 1 – 2                                                                   | Francia                                                                 | Amichevole                                                              | -                                                                       |                                                                         |
| 26-5-2012                                                               | Basilea                                                                 | Svizzera                                                                | 5 – 3                                                                   | Germania                                                                | Amichevole                                                              | 1                                                                       | 75’                                                                     |
| 9-6-2012                                                                | Leopoli                                                                 | Germania                                                                | 1 – 0                                                                   | Portogallo                                                              | Euro 2012 - 1º turno                                                    | -                                                                       |                                                                         |
| 13-6-2012                                                               | Charkiv                                                                 | Paesi Bassi                                                             | 1 – 2                                                                   | Germania                                                                | Euro 2012 - 1º turno                                                    | -                                                                       |                                                                         |
| 17-6-2012                                                               | Leopoli                                                                 | Danimarca                                                               | 1 – 2                                                                   | Germania                                                                | Euro 2012 - 1º turno                                                    | -                                                                       |                                                                         |
| 22-6-2012                                                               | Danzica                                                                 | Germania                                                                | 4 – 2                                                                   | Grecia                                                                  | Euro 2012 - Quarti di finale                                            | -                                                                       |                                                                         |
| 28-6-2012                                                               | Varsavia                                                                | Germania                                                                | 1 – 2                                                                   | Italia                                                                  | Euro 2012 - Semifinale                                                  | -                                                                       | 94’                                                                     |
| 15-8-2012                                                               | Francoforte sul Meno                                                    | Germania                                                                | 1 – 3                                                                   | Argentina                                                               | Amichevole                                                              | -                                                                       | 25’                                                                     |
| 7-9-2012                                                                | Hannover                                                                | Germania                                                                | 3 – 0                                                                   | Fær Øer                                                                 | Qual. Mondiali 2014                                                     | -                                                                       |                                                                         |
| 11-9-2012                                                               | Vienna                                                                  | Austria                                                                 | 1 – 2                                                                   | Germania                                                                | Qual. Mondiali 2014                                                     | -                                                                       |                                                                         |
| 14-11-2012                                                              | Amsterdam                                                               | Paesi Bassi                                                             | 0 – 0                                                                   | Germania                                                                | Amichevole                                                              | -                                                                       |                                                                         |
| 6-2-2013                                                                | Saint-Denis                                                             | Francia                                                                 | 1 – 2                                                                   | Germania                                                                | Amichevole                                                              | -                                                                       |                                                                         |
| 14-8-2013                                                               | Kaiserslautern                                                          | Germania                                                                | 3 – 3                                                                   | Paraguay                                                                | Amichevole                                                              | -                                                                       |                                                                         |
| 15-10-2013                                                              | Solna                                                                   | Svezia                                                                  | 3 – 5                                                                   | Germania                                                                | Qual. Mondiali 2014                                                     | -                                                                       | 64’                                                                     |
| 15-11-2013                                                              | Milano                                                                  | Italia                                                                  | 1 – 1                                                                   | Germania                                                                | Amichevole                                                              | 1                                                                       |                                                                         |
| 19-11-2013                                                              | Londra                                                                  | Inghilterra                                                             | 0 – 1                                                                   | Germania                                                                | Amichevole                                                              | -                                                                       | 46’ 65’                                                                 |
| 1-6-2014                                                                | Mönchengladbach                                                         | Germania                                                                | 2 – 2                                                                   | Camerun                                                                 | Amichevole                                                              | -                                                                       |                                                                         |
| 6-6-2014                                                                | Magonza                                                                 | Germania                                                                | 6 – 1                                                                   | Armenia                                                                 | Amichevole                                                              | -                                                                       |                                                                         |
| 16-6-2014                                                               | Salvador                                                                | Germania                                                                | 4 – 0                                                                   | Portogallo                                                              | Mondiali 2014 - 1º turno                                                | 1                                                                       | 73’                                                                     |
| 21-6-2014                                                               | Fortaleza                                                               | Germania                                                                | 2 – 2                                                                   | Ghana                                                                   | Mondiali 2014 - 1º turno                                                | -                                                                       |                                                                         |
| 26-6-2014                                                               | Recife                                                                  | Stati Uniti                                                             | 0 – 1                                                                   | Germania                                                                | Mondiali 2014 - 1º turno                                                | -                                                                       |                                                                         |
| 4-7-2014                                                                | Rio de Janeiro                                                          | Francia                                                                 | 0 – 1                                                                   | Germania                                                                | Mondiali 2014 - Quarti di finale                                        | 1                                                                       |                                                                         |
| 8-7-2014                                                                | Belo Horizonte                                                          | Brasile                                                                 | 1 – 7                                                                   | Germania                                                                | Mondiali 2014 - Semifinale                                              | -                                                                       | 46’                                                                     |
| 13-7-2014                                                               | Rio de Janeiro                                                          | Germania                                                                | 1 – 0 dts                                                               | Argentina                                                               | Mondiali 2014 - Finale                                                  | -                                                                       |                                                                         |
| 11-10-2014                                                              | Varsavia                                                                | Polonia                                                                 | 2 – 0                                                                   | Germania                                                                | Qual. Euro 2016                                                         | -                                                                       |                                                                         |
| 14-10-2014                                                              | Gelsenkirchen                                                           | Germania                                                                | 1 – 1                                                                   | Irlanda                                                                 | Qual. Euro 2016                                                         | -                                                                       | 85’                                                                     |
| 29-3-2015                                                               | Tbilisi                                                                 | Georgia                                                                 | 0 – 2                                                                   | Germania                                                                | Qual. Euro 2016                                                         | -                                                                       |                                                                         |
| 4-9-2015                                                                | Francoforte sul Meno                                                    | Germania                                                                | 3 – 1                                                                   | Polonia                                                                 | Qual. Euro 2016                                                         | -                                                                       |                                                                         |
| 7-9-2015                                                                | Glasgow                                                                 | Scozia                                                                  | 2 – 3                                                                   | Germania                                                                | Qual. Euro 2016                                                         | -                                                                       |                                                                         |
| 8-10-2015                                                               | Dublino                                                                 | Irlanda                                                                 | 1 – 0                                                                   | Germania                                                                | Qual. Euro 2016                                                         | -                                                                       | 86’                                                                     |
| 11-10-2015                                                              | Lipsia                                                                  | Germania                                                                | 2 – 1                                                                   | Georgia                                                                 | Qual. Euro 2016                                                         | -                                                                       | 90’                                                                     |
| 13-11-2015                                                              | Saint-Denis                                                             | Francia                                                                 | 2 – 0                                                                   | Germania                                                                | Amichevole                                                              | -                                                                       |                                                                         |
| 26-3-2016                                                               | Berlino                                                                 | Germania                                                                | 2 – 3                                                                   | Inghilterra                                                             | Amichevole                                                              | -                                                                       | 46’                                                                     |
| 29-3-2016                                                               | Monaco di Baviera                                                       | Germania                                                                | 4 – 1                                                                   | Italia                                                                  | Amichevole                                                              | -                                                                       | 57’                                                                     |
| 16-6-2016                                                               | Saint-Denis                                                             | Germania                                                                | 0 – 0                                                                   | Polonia                                                                 | Euro 2016 - 1º turno                                                    | -                                                                       |                                                                         |
| 21-6-2016                                                               | Parigi                                                                  | Irlanda del Nord                                                        | 0 – 1                                                                   | Germania                                                                | Euro 2016 - 1º turno                                                    | -                                                                       |                                                                         |
| 26-6-2016                                                               | Lilla                                                                   | Germania                                                                | 3 – 0                                                                   | Slovacchia                                                              | Euro 2016 - Ottavi di finale                                            | -                                                                       | 67’                                                                     |
| 2-7-2016                                                                | Bordeaux                                                                | Germania                                                                | 1 – 1 dts (6 – 5 dtr)                                                   | Italia                                                                  | Euro 2016 - Quarti di finale                                            | -                                                                       |                                                                         |
| 4-9-2016                                                                | Oslo                                                                    | Norvegia                                                                | 0 – 3                                                                   | Germania                                                                | Qual. Mondiali 2018                                                     | -                                                                       |                                                                         |
| 8-10-2016                                                               | Amburgo                                                                 | Germania                                                                | 3 – 0                                                                   | Rep. Ceca                                                               | Qual. Mondiali 2018                                                     | -                                                                       |                                                                         |
| 11-10-2016                                                              | Hannover                                                                | Germania                                                                | 2 – 0                                                                   | Irlanda del Nord                                                        | Qual. Mondiali 2018                                                     | -                                                                       |                                                                         |
| 11-11-2016                                                              | Serravalle                                                              | San Marino                                                              | 0 – 8                                                                   | Germania                                                                | Qual. Mondiali 2018                                                     | -                                                                       |                                                                         |
| 15-11-2016                                                              | Milano                                                                  | Italia                                                                  | 0 – 0                                                                   | Germania                                                                | Amichevole                                                              | -                                                                       | 46’                                                                     |
| 22-3-2017                                                               | Dortmund                                                                | Germania                                                                | 1 – 0                                                                   | Inghilterra                                                             | Amichevole                                                              | -                                                                       |                                                                         |
| 26-3-2017                                                               | Baku                                                                    | Azerbaigian                                                             | 1 – 4                                                                   | Germania                                                                | Qual. Mondiali 2018                                                     | -                                                                       |                                                                         |
| 1-9-2017                                                                | Praga                                                                   | Rep. Ceca                                                               | 1 – 2                                                                   | Germania                                                                | Qual. Mondiali 2018                                                     | 1                                                                       |                                                                         |
| 4-9-2017                                                                | Stoccarda                                                               | Germania                                                                | 6 – 0                                                                   | Norvegia                                                                | Qual. Mondiali 2018                                                     | -                                                                       |                                                                         |
| 5-10-2017                                                               | Belfast                                                                 | Irlanda del Nord                                                        | 1 – 3                                                                   | Germania                                                                | Qual. Mondiali 2018                                                     | -                                                                       |                                                                         |
| 10-11-2017                                                              | Londra                                                                  | Inghilterra                                                             | 0 – 0                                                                   | Germania                                                                | Amichevole                                                              | -                                                                       | Cap.                                                                    |
| 14-11-2017                                                              | Colonia                                                                 | Germania                                                                | 2 – 2                                                                   | Francia                                                                 | Amichevole                                                              | -                                                                       | 46’                                                                     |
| 23-3-2018                                                               | Düsseldorf                                                              | Germania                                                                | 1 – 1                                                                   | Spagna                                                                  | Amichevole                                                              | -                                                                       |                                                                         |
| 8-6-2018                                                                | Leverkusen                                                              | Germania                                                                | 2 – 1                                                                   | Arabia Saudita                                                          | Amichevole                                                              | -                                                                       |                                                                         |
| 17-6-2018                                                               | Mosca                                                                   | Germania                                                                | 0 – 1                                                                   | Messico                                                                 | Mondiali 2018 - 1º turno                                                | -                                                                       | 86’                                                                     |
| 27-6-2018                                                               | Kazan'                                                                  | Corea del Sud                                                           | 2 – 0                                                                   | Germania                                                                | Mondiali 2018 - 1º turno                                                | -                                                                       |                                                                         |
| 6-9-2018                                                                | Monaco di Baviera                                                       | Germania                                                                | 0 – 0                                                                   | Francia                                                                 | UEFA Nations League 2018-2019 - 1º turno                                | -                                                                       |                                                                         |
| 13-10-2018                                                              | Amsterdam                                                               | Paesi Bassi                                                             | 3 – 0                                                                   | Germania                                                                | UEFA Nations League 2018-2019 - 1º turno                                | -                                                                       |                                                                         |
| 16-10-2018                                                              | Saint-Denis                                                             | Francia                                                                 | 2 – 1                                                                   | Germania                                                                | UEFA Nations League 2018-2019 - 1º turno                                | -                                                                       |                                                                         |
| 19-11-2018                                                              | Gelsenkirchen                                                           | Germania                                                                | 2 – 2                                                                   | Paesi Bassi                                                             | Amichevole                                                              | -                                                                       | 14’                                                                     |
| 2-6-2021                                                                | Innsbruck                                                               | Germania                                                                | 1 – 1                                                                   | Danimarca                                                               | Amichevole                                                              | -                                                                       |                                                                         |
| 7-6-2021                                                                | Düsseldorf                                                              | Germania                                                                | 7 – 1                                                                   | Lettonia                                                                | Amichevole                                                              | -                                                                       |                                                                         |
| 15-6-2021                                                               | Monaco di Baviera                                                       | Francia                                                                 | 1 – 0                                                                   | Germania                                                                | Euro 2020 - 1º turno                                                    | -                                                                       |                                                                         |
| 19-6-2021                                                               | Monaco di Baviera                                                       | Portogallo                                                              | 2 – 4                                                                   | Germania                                                                | Euro 2020 - 1º turno                                                    | -                                                                       | 62’                                                                     |
| 23-6-2021                                                               | Monaco di Baviera                                                       | Germania                                                                | 2 – 2                                                                   | Ungheria                                                                | Euro 2020 - 1º turno                                                    | -                                                                       |                                                                         |
| 29-6-2021                                                               | Londra                                                                  | Inghilterra                                                             | 2 – 0                                                                   | Germania                                                                | Euro 2020 - Ottavi di finale                                            | -                                                                       |                                                                         |
| 14-10-2023                                                              | East Hartford                                                           | Stati Uniti                                                             | 1 – 3                                                                   | Germania                                                                | Amichevole                                                              | -                                                                       | 43’ 62’                                                                 |
| 21-11-2023                                                              | Vienna                                                                  | Austria                                                                 | 2 – 0                                                                   | Germania                                                                | Amichevole                                                              | -                                                                       |                                                                         |
| Totale                                                                  |                                                                         | Presenze                                                                | 78                                                                      |                                                                         | Reti                                                                    | 5                                                                       |                                                                         |

| Cronologia completa delle presenze e delle reti in nazionale ― Germania under 21 | Cronologia completa delle presenze e delle reti in nazionale ― Germania under 21 | Cronologia completa delle presenze e delle reti in nazionale ― Germania under 21 | Cronologia completa delle presenze e delle reti in nazionale ― Germania under 21 | Cronologia completa delle presenze e delle reti in nazionale ― Germania under 21 | Cronologia completa delle presenze e delle reti in nazionale ― Germania under 21 | Cronologia completa delle presenze e delle reti in nazionale ― Germania under 21 | Cronologia completa delle presenze e delle reti in nazionale ― Germania under 21 |
| Data                                                                             | Città                                                                            | In casa                                                                          | Risultato                                                                        | Ospiti                                                                           | Competizione                                                                     | Reti                                                                             | Note                                                                             |
| -------------------------------------------------------------------------------- | -------------------------------------------------------------------------------- | -------------------------------------------------------------------------------- | -------------------------------------------------------------------------------- | -------------------------------------------------------------------------------- | -------------------------------------------------------------------------------- | -------------------------------------------------------------------------------- | -------------------------------------------------------------------------------- |
| 27-3-2007                                                                        | Düsseldorf                                                                       | Germania under 21                                                                | 1 – 0                                                                            | Rep. Ceca under 21                                                               | Amichevole                                                                       | -                                                                                |                                                                                  |
| 25-4-2007                                                                        | Aalen                                                                            | Germania under 21                                                                | 4 – 0                                                                            | Svizzera under 21                                                                | Amichevole                                                                       | -                                                                                |                                                                                  |
| 20-11-2007                                                                       | Lussemburgo                                                                      | Lussemburgo under 21                                                             | 0 – 7                                                                            | Germania under 21                                                                | Qual. Europeo Under-21 2009                                                      | -                                                                                |                                                                                  |
| 5-2-2008                                                                         | Coblenza                                                                         | Germania under 21                                                                | 2 – 1                                                                            | Belgio under 21                                                                  | Amichevole                                                                       | -                                                                                |                                                                                  |
| 25-3-2008                                                                        | Wiesbaden                                                                        | Germania under 21                                                                | 6 – 0                                                                            | Lussemburgo under 21                                                             | Qual. Europeo Under-21 2009                                                      | -                                                                                |                                                                                  |
| 23-5-2008                                                                        | Wilhelmshaven                                                                    | Germania under 21                                                                | 4 – 0                                                                            | Ucraina under 21                                                                 | Amichevole                                                                       | -                                                                                |                                                                                  |
| 28-5-2008                                                                        | Lubecca                                                                          | Germania under 21                                                                | 4 – 0                                                                            | Danimarca under 21                                                               | Amichevole                                                                       | -                                                                                |                                                                                  |
| 19-8-2008                                                                        | Tiraspol                                                                         | Moldavia under 21                                                                | 1 – 0                                                                            | Germania under 21                                                                | Qual. Europeo Under-21 2009                                                      | -                                                                                |                                                                                  |
| 5-9-2008                                                                         | Wuppertal                                                                        | Germania under 21                                                                | 3 – 0                                                                            | Irlanda del Nord under 21                                                        | Qual. Europeo Under-21 2009                                                      | -                                                                                |                                                                                  |
| 9-9-2008                                                                         | Duisburg                                                                         | Germania under 21                                                                | 0 – 0                                                                            | Israele under 21                                                                 | Qual. Europeo Under-21 2009                                                      | -                                                                                | 81’                                                                              |
| 26-6-2009                                                                        | Helsingborg                                                                      | Italia under 21                                                                  | 0 – 1                                                                            | Germania under 21                                                                | Europeo Under-21 2009 - Semifinale                                               | -                                                                                | 89’                                                                              |
| 29-6-2009                                                                        | Malmö                                                                            | Germania under 21                                                                | 4 – 0                                                                            | Inghilterra under 21                                                             | Europeo Under-21 2009 - Finale                                                   | -                                                                                | 83’                                                                              |
| 11-8-2009                                                                        | Kiev                                                                             | Germania under 21                                                                | 1 – 3                                                                            | Turchia under 21                                                                 | Amichevole                                                                       | -                                                                                | 59’                                                                              |
| 12-8-2009                                                                        | Kiev                                                                             | Germania under 21                                                                | 1 – 0                                                                            | Iran under 21                                                                    | Amichevole                                                                       | -                                                                                | 61’                                                                              |
| 4-9-2009                                                                         | Aquisgrana                                                                       | Germania under 21                                                                | 6 – 0                                                                            | San Marino under 21                                                              | Qual. Europeo Under-21 2011                                                      | 1                                                                                |                                                                                  |
| 8-9-2009                                                                         | Wiesbaden                                                                        | Germania under 21                                                                | 1 – 2                                                                            | Rep. Ceca under 21                                                               | Qual. Europeo Under-21 2011                                                      | 1                                                                                |                                                                                  |
| 9-10-2009                                                                        | Fürth                                                                            | Germania under 21                                                                | 3 – 0                                                                            | Slovenia under 21                                                                | Amichevole                                                                       | -                                                                                |                                                                                  |
| 13-10-2009                                                                       | Dreieich                                                                         | Germania under 21                                                                | 0 – 0                                                                            | Israele under 21                                                                 | Amichevole                                                                       | -                                                                                | 46’                                                                              |
| 13-11-2009                                                                       | Belfast                                                                          | Irlanda del Nord under 21                                                        | 1 – 1                                                                            | Germania under 21                                                                | Qual. Europeo Under-21 2011                                                      | -                                                                                |                                                                                  |
| 17-11-2009                                                                       | Serravalle                                                                       | San Marino under 21                                                              | 0 – 11                                                                           | Germania under 21                                                                | Qual. Europeo Under-21 2011                                                      | 3                                                                                | cap.                                                                             |
| 11-8-2010                                                                        | Hafnarfjörður                                                                    | Islanda under 21                                                                 | 4 – 1                                                                            | Germania under 21                                                                | Qual. Europeo Under-21 2011                                                      | -                                                                                |                                                                                  |
| Totale                                                                           |                                                                                  | Presenze                                                                         | 21                                                                               |                                                                                  | Reti                                                                             | 5                                                                                |                                                                                  |

## Palmarès

### Club
- Campionato tedesco: 5

Borussia Dortmund: 2010-2011, 2011-2012
Bayern Monaco: 2016-2017, 2017-2018, 2018-2019
- Coppa di Germania: 3

Borussia Dortmund: 2011-2012, 2020-2021
Bayern Monaco: 2018-2019
- Supercoppa di Germania: 6

Borussia Dortmund: 2013, 2014, 2019
Bayern Monaco: 2016, 2017, 2018

### Nazionale
- Campionato d'Europa Under-21: 1

2009
- Campionato mondiale: 1

Brasile 2014

### Individuale
- ESM Team of the Year: 2

2010-2011, 2011-2012
- All-Star Team del campionato mondiale: 1

Brasile 2014
- All-Time XI dell'Europeo Under-21: 1

2015
- Squadra della stagione della UEFA Europa League: 1

2015-2016
- Squadra della stagione della UEFA Champions League: 1

2023-2024